# 案山子男2/復讐の雄叫び
『案山子男2/復讐の雄叫び』（かかしおとこ2ふくしゅうのおたけび 原題：SCARECROW SLAYER）は、アメリカ合衆国で制作されたホラー映画。案山子男の続編だが、ストーリーの繋がりはない。

## あらすじ
ある農夫が息子の目の前で案山子に殺された。その農夫の息子であるケイレブはその体験を本にした。そこに2人の学生が寮長の命令で件の案山子を盗みに来た。
それを案山子男の復活と誤解したケイレブは学生の一人を射殺してしまう。
するとその魂は案山子にとりこまれ、案山子男となった。
案山子男は生前の恋人であったメアリーの魂を自作の案山子に取り込むために、彼女を狙いながら、人々を殺していった。

## キャスト
| 役名                   | 俳優                                           | 日本語吹き替え | 備考                                                 |
| ---------------------- | ---------------------------------------------- | -------------- | ---------------------------------------------------- |
| ケイレブ・キルゴア     | トニー・トッド、デヴィッド・ディロン（幼少期） | 小川隆市       | 父を案山子に殺された男性。                           |
| デビッド・ブルナー     | ブレット・レリクソン                           |                | 案山子を盗みに来た学生の一人。ケイレブに射殺された。 |
| 案山子男               | トッド・レックス                               |                | デビッドが案山子に魂を取り込まれた姿。               |
| カール                 | デヴィッド・カストロ                           | 白鳥哲         | デビッドの親友で、彼とともに案山子を盗みに来た。     |
| ギャビン               | スティーヴン・シュルツ                         |                |                                                      |
| メアリー・アンダーソン | ニコール・キングストン                         | 落合るみ       | デビッドの恋人。                                     |
| ジョビン               | ジョナサン・マーフィ                           |                |                                                      |
| シーラ                 | ジェシカ・マットソン                           | 新井里美       |                                                      |

- その他の声の吹き替え：大黒和広／矢崎文也／花村さやか／内埜則之／山﨑秀樹／川久保壮一／宮島岳史／水野光太／河村理恵子／黒川なつみ／花嶋千代